# Bernardo Bembo

Stemma dei Bembo

Bernardo Bembo (19 ottobre 1433 – 28 maggio 1519) è stato un umanista italiano, padre del più celebre Pietro.

## Biografia
Appartenente all'antica famiglia patrizia dei Bembo, Bernardo svolse numerosi incarichi politici in seno alla Repubblica di Venezia.
Nel 1483, rettore per conto della Serenissima della città di Ravenna con il titolo di Podestà, avviò la costruzione della cella destinata ad accogliere le spoglie mortali di Dante Alighieri, affidandone l'opera allo scultore Pietro Lombardo. Al termine della reggenza il Bembo venne però investito da numerose rimostranze mosse dal consiglio cittadino, appellatosi a Venezia per chiedere giustizia sul suo operato e sulla violazione dei capitoli di dedizione.
In particolare la città si lamentava per la manodopera forzata richiesta in violazione dei privilegi di cittadinanza nell'apprestamento di opere difensive e per la violazione dell'asilo ecclesiastico a seguito dell'arresto e dell'esecuzione di un chierico accusato di omicidio che aveva cercato rifugio in una chiesa.
Bernardo Bembo incassò però il sostegno del Consiglio dei Dieci, che lo autorizzò a tradurre in arresto il vicario episcopale della diocesi per punizione contro la scomunica che lo aveva colpito in seguito all'atto sacrilego. Né la comunità ravennate si arrischiò ad inimicarsi più gravemente il patrizio con ulteriori rimostranze.

## Discendenza
Bernardo si sposò due volte.
Dal primo matrimonio con Elena Morosini di Matteo non nacquero figli.
Dal secondo matrimonio con Elena Marcello nacquero:
- Antonia, che sposerà Sebastiano Marcello.
- Tommaso.
- Antonio.
- Pietro (1470-1547), il cardinale, che ebbe dei figli con la sua amante Faustina Morosina della Torre.
- Carlo (1472-1503).

Ebbe inoltre un figlio naturale, Bartolomeo (... -1526).